# Carpophage meunier
Ducula pistrinaria
Espèce
Statut de conservation UICN

 LC  : Préoccupation mineure
Le Carpophage meunier (Ducula pistrinaria) est une espèce d'oiseau appartenant à la famille des Columbidae.

## Description
Cet oiseau mesure 38 à 44 cm de longueur pour une masse de 470 à 500 g. Il ne présente pas de dimorphisme sexuel.
Son plumage présente une dominante grise et verte. La face et la gorge sont gris rose. La tête, la nuque et les parties inférieures sont grises. Le dos, les ailes et la queue sont vert foncé. Les sous-caudales sont châtain foncé. Les iris sont brun rouge avec des cercles oculaires blanc crème. Le bec est grisâtre foncé. Les pattes sont rouge foncé.

## Répartition
Cet oiseau vit sur l'archipel Bismarck et les îles Salomon (Nouvelle-Guinée).

## Habitat
Cette espèce peuple les mangroves, les forêts littorales, primaires et secondaires.

## Comportement
Cet oiseau peut constituer des groupes importants.

## Alimentation
Il consomme des fruits dans la canopée et les grands arbres isolés.

## Nidification
Le nid est un important amas de brindilles. La femelle y pond un œuf unique.

## Sous-espèces
Cet oiseau est représenté par quatre sous-espèces :
- Ducula pistrinaria pistrinaria (Bonaparte, 1855) ;
- Ducula pistrinaria postrema (Hartert, 1926) plus petite avec la face et la gorge roses ;
- Ducula pistrinaria rhodinolaema (Sclater, 1877) également avec la face et la gorge roses mais aussi les parties supérieures plus métalliques ;
- Ducula pistrinaria vanwyckii (Cassin, 1862) avec la face et la gorge gris argenté rosâtre, la poitrine gris argenté et les parties supérieures plus vertes, plus sombres et plus métalliques.